# Problème de la chèvre
Pour les articles homonymes, voir chèvre.
En mathématiques récréatives, le problème de la chèvre est le nom donné à divers problèmes concernant la superficie qu'une chèvre attachée à un pieu peut brouter en liaison avec la longueur de sa corde, dans diverses situations. On présente ici deux variantes classiques, ayant la particularité rare en mathématiques récréatives d'obliger à résoudre des équations non algébriques, la première demandant de surcroit un calcul d'aire non élémentaire. On trouvera dans les références suivantes de nombreuses autres variantes,,.

## Première variante: chèvre attachée à une tour

### Énoncé
Une chèvre est attachée à une tour circulaire (ou un silo) de rayon R située dans un champ. Sachant que sa corde est de longueur L, quelle superficie d'herbe pourra-t-elle brouter ?

### Réponse
Si L est inférieure ou égale à {\displaystyle \pi R}, la superficie atteignable vaut {\displaystyle \left({\frac {\pi }{2}}+{\frac {L}{3R}}\right)L^{2}}.
Pour {\displaystyle L>\pi R},  il faut retrancher à cette valeur {\displaystyle R^{2}\left({\frac {\tan ^{3}u}{3}}-{\alpha }\right)}, où {\displaystyle \tan u-u=\alpha =L/R-\pi } , {\displaystyle u\in ]0,\pi /2[}.
Pour une longueur de corde égale à la circonférence de la tour, on trouve par exemple {\displaystyle S\approx 117,6R^{2}}. Cela donne une surface de broutage égale à 76 256 yards carrés pour le problème historique ci-après.

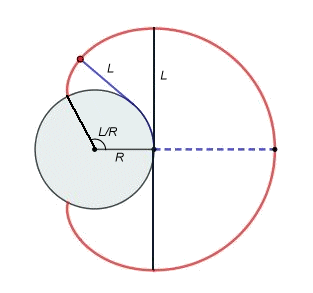

### Historique

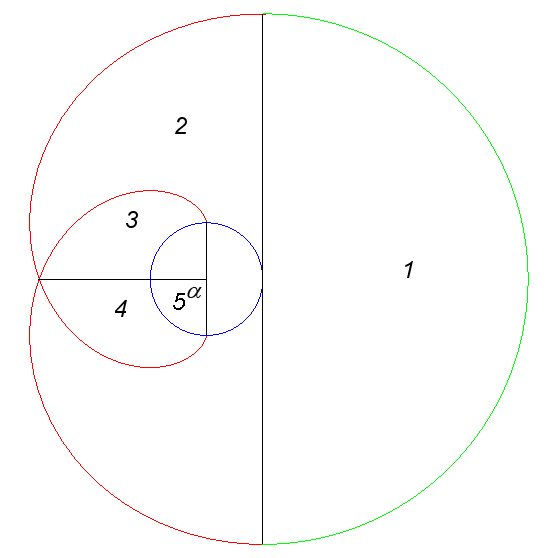

Ce problème a été publié dans l'édition de 1748 de la revue annuelle anglaise The Ladies' Diary, sous la question CCCIII attribuée à un certain Upnorensis :
Un cheval se trouvant dans un parc, avec l'extrémité d'une corde attachée à son pied avant, et l'autre extrémité à une clôture circulaire métallique entourant un étang de circonférence 160 yards, égale à la longueur de la corde, quelle superficie au plus le cheval peut-il brouter?

## Deuxième variante: chèvre pouvant brouter la moitié du pré

### Énoncé
Un chèvre étant attachée à un pieu situé à la circonférence d'un pré circulaire de rayon R, quelle doit être la longueur L de sa corde pour qu'elle n'ait accès qu'à la moitié de la surface du pré?

### Réponse
{\displaystyle L=2\cos {\frac {u}{2}}.R} où {\displaystyle u} est solution de {\displaystyle \sin u-u\cos u=\pi /2} d'où {\displaystyle L\approx 1,15873.R}
Les décimales de {\displaystyle k=L/R} sont données par la suite A133731 de l'OEIS, et celles de {\displaystyle u} par la suite A173201 de l'OEIS.

### Historique
Le problème a été publié sans habillage animalier en 1894 dans la première édition de la célèbre revue American Mathematical Monthly. Attribué à Charles E. Myers, il a été rédigé comme suit :
Un cercle renfermant un acre est coupé par un autre dont le centre est sur la circonférence du cercle donné, et l'aire commune aux deux est d'un demi-acre. Trouver le rayon du cercle de coupe.

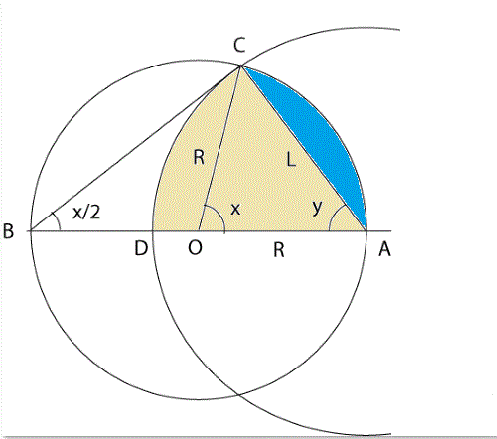

### Démonstration trigonométrique
Avec les notations de la figure, l'angle AOC, noté x,  est Le double de l'angle ABC, d'après le théorème de l'angle inscrit ; ce dernier vaut donc x/2, et l'angle OAC vaut {\displaystyle y=(\pi -x)/2}. L'aire du secteur de cercle ADC vaut donc {\displaystyle (\pi -x)L^{2}/4} ; comme {\displaystyle L=2R\sin(x/2)}, cette aire vaut {\displaystyle (\pi -x)\sin ^{2}(x/2)R^{2}}.
L'aire du segment de disque bleu est égale à l'aire du secteur OAC moins celle du triangle OAC, soit {\displaystyle (x-\sin x)R^{2}/2}.
L'aire de broutage égale à la moitié de celle du pré s'exprime donc par la relation  {\displaystyle 2(\pi -x)\sin ^{2}(x/2)R^{2}+(x-\sin x)R^{2}=\pi R^{2}/2}, laquelle se simplifie en :
{\displaystyle \sin x-(x-\pi )\cos x=\pi /2}, avec {\displaystyle L=2R\sin(x/2)}.
Posant {\displaystyle u=\pi -x}, on obtient bien :
{\displaystyle \sin u-u\cos u=\pi /2}, avec {\displaystyle L=2R\cos(u/2)}.

### Utilisation de la formule de l'aire d'unelentille
L'aire d'une lentille intersection de deux disques s'exprime en fonction des rayons R et r et de la distance d entre les centres par la formule :
{\displaystyle S=r^{2}\arccos \left({\frac {d^{2}+r^{2}-R^{2}}{2dr}}\right)+R^{2}\arccos \left({\frac {d^{2}+R^{2}-r^{2}}{2dR}}\right)-2\Delta }
avec
{\displaystyle \Delta ={\frac {1}{4}}{\sqrt {(-d+r+R)(d-r+R)(d+r-R)(d+r+R)}}}
On est ici dans le cas {\displaystyle r=L,d=R}, et exprimer que {\displaystyle S=\pi R^{2}/2} donne l'équation :
{\displaystyle {\frac {\pi }{2}}=k^{2}\arccos {\frac {k}{2}}+\arccos \left(1-{\frac {k^{2}}{2}}\right)-{\frac {k}{2}}{\sqrt {4-k^{2}}}} où {\displaystyle k=L/R}.